# 열린TV 시청자세상

《열린TV 시청자세상》은 SBS TV에서 매주 수요일 오전 11시에 방송 중인 TV 비평 옴부즈맨 프로그램이다.

## 기획 의도
- 1999년 2월 6일 : 첫방송[1]

## 방송 시간
| 방송 채널 | 방송 기간                           | 방송 시간                              |
| --------- | ----------------------------------- | -------------------------------------- |
| SBS TV    | 1999년 2월 6일 ~ 2009년 2월 14일    | 매주 토요일 낮 12시 10분 ~ 1시 10분    |
| SBS TV    | 2009년 2월 20일 ~ 2009년 9월 25일   | 매주 금요일 오전 11시 ~ 12시           |
| SBS TV    | 2025년 5월 9일                      | 매주 금요일 오전 11시 ~ 12시           |
| SBS TV    | 2009년 10월 9일 ~ 2014년 10월 31일  | 매주 금요일 낮 12시 30분 ~ 1시 30분    |
| SBS TV    | 2014년 11월 6일 ~ 2015년 11월 19일  | 매주 목요일 오후 4시 ~ 5시             |
| SBS TV    | 2015년 11월 25일 ~ 2015년 12월 16일 | 매주 수요일 오후 2시 ~ 3시             |
| SBS TV    | 2015년 12월 30일                    | 매주 수요일 오후 2시 ~ 3시             |
| SBS TV    | 2016년 1월 13일 ~ 2016년 2월 3일    | 매주 수요일 오후 2시 ~ 3시             |
| SBS TV    | 2016년 2월 17일 ~ 2016년 12월 28일  | 매주 수요일 오후 2시 ~ 3시             |
| SBS TV    | 2015년 12월 24일                    | 목요일 오후 2시 ~ 3시                  |
| SBS TV    | 2016년 2월 11일                     | 목요일 오후 2시 ~ 3시                  |
| SBS TV    | 2016년 1월 6일                      | 수요일 오후 4시 ~ 5시                  |
| SBS TV    | 2017년 1월 4일 ~ 2017년 2월 1일     | 매주 수요일 오후 3시 ~ 4시             |
| SBS TV    | 2017년 2월 8일 ~ 2019년 2월 13일    | 매주 수요일 오전 11시 ~ 12시           |
| SBS TV    | 2025년 7월 30일 ~ 현재              | 매주 수요일 오전 11시 ~ 12시           |
| SBS TV    | 2019년 2월 21일 ~ 2025년 5월 1일    | 매주 목요일 오전 10시 30분 ~ 11시 30분 |
| SBS TV    | 2025년 5월 12일 ~ 2025년 7월 21일   | 매주 월요일 오후 5시 50분 ~ 6시 50분   |

## MC

### 메인 MC

#### 남성
- 손석기
- 김정일 (일자 미상 ~ 2019년 6월 27일)[2]
- 박영만
- 故 김태욱
- 신용철 (2019년 7월 4일 ~ 2023년 3월 2일)
- 박상도 (2023년 3월 9일 ~ 현재)[3]

#### 여성
- 이현경 (2016년 1월 6일 ~ 현재)
- 이창현 교수
- 오미영 교수
- 안순태 교수

### 보조 MC, 패널
- 이혜승
- 오승연
- 류이라
- 김주희
- 최혜림
- 이윤아
- 김민지
- 장예원
- 김수민
- 주시은
- 김선재
- 김가현
- 김다영
- 정미선 클릭 시청자 목소리 (2004년 5월 8일 ~ 2004년 10월 19일)
- 김현진
- 배성재

## 코너
- 클릭 시청자 목소리
- 집중 이 프로그램

## 편성 변경
프로그램 결방 없이 방송 편성이 변경될 수 있다.
2017년
- 6월 28일 : 중계방송 국회 인사청문회 송영무 국방부장관 후보자 [수화방송] 오전 10시 ~ 낮 12시 까지 편성 직후 오후 4시 ~ 5시에 방송시간이 변경되었다.

2018년
- 2월 21일 : 평창 2018 여자 컬링 예선 대한민국 : 러시아 개인 (09:05-12:00) 피겨 스케이팅 여자 쇼트 (10:00-14:30) 알파인 스키 여자 활강 (11:00-12:35) 스노보드 남자 빅에어 예선 (09:30-12:45) 방송 이후 다음 날인 2월 22일 새벽 5시 ~ 6시에 방송시간이 변경되었다.
- 5월 9일 : SBS 뉴스특보 한중일 정상회담 공동 기자회견 방송 관계로 다음 날인 5월 10일 새벽 5시 ~ 6시에 방송시간이 변경되었다.
- 6월 6일 : 중계방송 현충일 추념식 (생중계), SBS 뉴스 연이어, 드라마스페셜 훈남정음 모아보기 방송 관계로 다음 날인 6월 7일 새벽 5시 ~ 6시에 방송시간이 변경되었다.
- 6월 13일 : 2018 국민의 선택 대한민국 제7회 지방 선거 방송 이후 방송 관계로 다음 날인 6월 14일 오후 4시 ~ 5시에 방송시간이 변경되었다.
- 8월 15일 : 중계방송 제 73주년 광복절 및 정부수립 70주년 경축식 (생중계)(수화), 월화드라마 [서른이지만 열일곱입니다] (재방송)의 연이어 방송 관계로 다음 날인 8월 16일 새벽 5시 ~ 6시에 방송시간이 변경되었다.
- 8월 22일 : 2018 아시안게임 수영 예선 여 접영 200m 등 -안세현 출전 (11:00-13:10) 태권도 남 -63kg, -80kg 32강~8강 (12:00-14:00)(생중계)관계로 다음 날인 8월 23일 새벽 5시 ~ 6시에 방송시간이 변경되었다.
- 8월 29일 : 2018 아시안게임 유도 여 -48kg, -52kg 남 -60kg, -66kg 예선 및 준결승 (11:00-14:00) (생중계) 관계로 다음 날인 8월 30일 새벽 5시 ~ 6시에 방송시간이 변경되었다.
- 9월 19일 : SBS 뉴스특보 《제 3차 남북 정상회담》(수화) 이 연이어 방송되어, 다음 날인 9월 20일 새벽 5시 ~ 6시에 방송시간이 변경되었다.
- 9월 26일 : 2018년 추석특집의 재방송이었던 추석 특집 백종원의 골목식당 스페셜 1부 관계로, 다음 날인 9월 27일 새벽 5시 ~ 6시에 방송시간이 변경되었다.
- 10월 3일 : 개천절 특집의 월화드라마 여우각시별 연이어 방송 관계로 다음 날인 10월 4일 새벽 5시 ~ 6시에 방송시간이 변경되었다.

2019년
- 1월 2일 : SBS 뉴스특보 문재인 대통령 신년 하례회 (생중계) 중계방송 관계로 30분 늦쳐저 오전 11시 30분 ~ 낮 12시 30분에 방송시간이 변경되었다.
- 1월 30일 : 오전 11시 ~ 낮 12시에 중계방송 방송기자클럽 초청토론회 홍남기 경제부총리 겸 기획재정부 장관 (생방송)(수화) 중계방송 관계로 오후 4시 ~ 5시에 방송시간이 변경되었다.
- 2월 6일 : 2019년 설날특집 방송 관계로 다음 날인 2월 7일 새벽 5시 ~ 6시에 방송시간이 변경되었다.
- 2월 28일 : SBS 뉴스특보 제 2차 북미정상회담-평화를 그리다 (수화) 중계방송 연이어 방송 관계로 3월 3일 오전 5시 ~ 6시에 일요일 방송시간이 변경되었다.
- 6월 6일 : 오전 9시 50분 ~ 11시에 중계방송 제64회 현충일 추념식 (생중계)(수화) 중계방송 관계로 다음 날인 6월 7일 오후 4시 ~ 5시에 방송시간이 변경되었다.
- 7월 4일 : 오전 10시 ~ 10시 40분에 중계방송 국회교섭단체 대표연설-자유한국당 (생중계)(수화) 중계방송 관계로 이후 오전 11시 ~ 낮 12시에 방송시간이 변경되었다.
- 8월 15일 : 오전 10시 ~ 11시 20분에 중계방송 제74주년 광복절 경축식 (생중계)(수화) 중계방송 관계로 다음 날인 8월 16일 오후 4시 ~ 5시에 방송시간이 변경되었다.
- 9월 12일 : 추석특집 방송 관계로 9월 15일 오전 5시 ~ 6시에 일요일 방송시간이 변경되었다.
- 10월 3일 : 개천절 특집 방송 관계로 2019 프로야구 와일드카드 1차전 NC:LG (잠실) (생중계) 중계방송이후 10월 6일 오전 5시 ~ 6시에 일요일 방송시간이 변경되었다.
- 10월 17일 : 오전 10시 ~ 낮 12시에 중계방송 2019 국정감사 - 대검찰청 (생중계)(수화) 2시간, 낮 12시 50분 ~ 오후 2시에 2019 KLPGA KB금융 스타챔피언십 1R (경기 이천) (생중계)가 연이어 방송되어 오후 4시 ~ 5시에 방송시간이 변경되었다.

2020년
- 2월 20일 : 오전 10시 ~ 10시 50분에 중계방송 국회교섭단체 대표연설-민주통합의원모임 (생중계)(수화)의 중계방송 관계로 20분 늦춰 오전 10시 50분 ~ 11시 50분에 방송시간이 변경되었다.
- 4월 2일 : 오전 10시 ~ 11시에 방송기자클럽 초청토론회-더불어민주당 이낙연 (생중계)(수화)의 중계방송 관계로 11시의 SBS 뉴스 (1010)가 방송되어 오전 11시 10분 ~ 낮 12시 10분에 방송시간이 변경되었다.
- 4월 30일 : 부처님 오신 날 특집 방송 관계로 5월 3일 오전 5시 ~ 6시에 일요일 방송시간이 변경되었다.
- 7월 23일 : 오전 10시 ~ 11시에 중계방송 국회 인사청문회 이인영 통일부장관 후보자 (생중계)(수화)의 2시간 동안 중계방송 관계로 오후 4시 ~ 5시에 방송시간이 변경되었다.
- 9월 24일 : 오전 11시 ~ 낮 12시에 방송기자클럽 초청 토론회 김종인 국민의힘 비상대책위원장 (생중계)(수화) 중계방송 관계로 오후 4시 ~ 5시에 방송시간이 변경되었다.
- 10월 1일 : 국군의 날 특집 관계로 오전 10시 40분 ~ 11시 10분, 11시 10분 ~ 11시 40분까지 트롯신이 떴다 2 라스트 찬스(2부~3부) 연이어 방송 관계로 다음 10월 4일 오전 5시 ~ 6시에 일요일 방송시간이 변경되었다.
- 10월 8일 : 오전 10시 30분 ~ 11시 30분에 톡톡 정보 브런치 방송 관계로 낮 12시 50분 ~ 오후 2시에 방송시간이 변경되었다.
- 10월 22일 : 오전 10시 ~ 낮 12시에 《중계방송 2020 국정감사-대검찰청》(생중계)(수화) 중계방송 관계로 오후 4시 ~ 5시에 방송시간이 변경되었다.
- 11월 19일 : SBS 뉴스특보로 인한 지연 편성.

2021년
- 1월 28일 : 오전 11시 ~ 낮 12시에 중계방송 방송기자클럽 초청토론회 정세균 국무총리 (생중계)(수화) 중계방송 관계로 오후 4시 ~ 5시에 방송시간이 변경되었다.
- 2월 11일 : 설날특집 방송 관계로 2월 14일 오전 5시 ~ 6시에 일요일 방송시간이 변경되었다.
- 3월 4일 : 접속! 무비월드 재방송 관계로 3월 7일 오전 5시 ~ 6시에 일요일 방송시간이 변경되었다.
- 5월 6일 : 오전 10시 ~ 낮 12시 10분에 중계방송 국회 인사청문회 김부겸 국무총리 후보자 (생중계)(수화) 중계방송 관계로 오후 1시 ~ 2시에 방송시간이 변경되었다.
- 6월 17일 : 오전 10시 ~ 10시 45분에 중계방송 국회교섭단체 대표연설-국민의 힘 (생중계)(수화) 중계방송 관계로 오전 10시 45분의 SBS 10 뉴스가 방송되어 오전 11시 ~ 낮 12시에 방송시간이 변경되었다.
- 7월 29일 : SBS 도쿄올림픽 중계방송 관계로 8월 1일 오전 5시 ~ 6시에 일요일 방송시간이 변경되었다.
- 8월 5일 : SBS 도쿄올림픽 중계방송 관계로 8월 8일 오전 5시 ~ 6시에 일요일 방송시간이 변경되었다.
- 9월 23일 : SBS 10 뉴스의 10분 연장으로 오전 10시 40분 ~ 11시 40분에 방송시간이 변경되었다.
- 12월 2일 : 중계방송 방송기자클럽 초청토론회 더불어민주당 이재명 후보 (생중계)(수화) 중계방송 관계로 아침 9시 55분 ~ 11시에 방송시간이 변경되었다.

2022년
- 2월 3일 : 제20회 대통령선거 공직선거 정잭토론회 (생중계)(수화) 중계방송 관계로 오후 4시 ~ 오후 5시에 방송시간이 변경되었다.
- 2월 8일 : 2월 10일에 SBS 베이징 2022 - 스켈레톤, 피겨 스케이팅, 스노보드 (생중계) 0955 ~ 1330 2일 직전 2월 8일 새벽 5시 ~ 6시에 방송시간이 변경되었다.
- 2월 15일 : 2월 17일에 SBS 베이징 2022 - 프리스타일 스키 (생중계) 0955 ~ 1330 2일 직전 2월 8일 새벽 5시 ~ 6시에 방송시간이 변경되었다.
- 3월 1일 : 2022 대한민국 새로운 시작 [수화] 오전 8시 ~ 낮 12시 2일 2일 직전 2월 8일 새벽 5시 ~ 6시에 방송시간이 변경되었다.
- 5월 3일 : 0850 ~ 1040 어린이날 특집 안녕 자두야 - 제주도의 비밀 직전, 1050 ~ 1230 골 때리는 외박 2일 앞당겨 새벽 5시 ~ 6시에 방송시간이 변경되었다.
- 7월 21일 : 중계방송 국회교섭단체 대표연설 - 국민의힘 [수화] (생중계) 0955 ~ 1045 중계방송 관계로 15분 늦춰 오전 10시 45분 ~ 11시 45분에 방송시간이 변경되었다.
- 8월 18일 : 2022 FIFA 여자 U-20 월드컵 조별리그 대한민국 : 프랑스 (위성생중계) 중계방송 관계로 오후 1시 ~ 2시에 방송시간이 변경되었다.
- 9월 29일 : 중계방송 국회 교섭단체 대표연설 국민의힘 [수화] (생중계) 0955 ~ 1045 중계방송 관계로 15분 늦춰 오전 10시 45분 ~ 11시 45분에 방송시간이 변경되었다.
- 11월 3일 : SBS 뉴스특보[수화] 탄토미사일 관련 속보 편성관계로 15분 늦춰 오전 10시 45분 ~ 11시 45분에 방송시간이 변경되었다.

2023년
- 1월 4일 : 신년특집 및 중계방송 이태원 참사 국정조사특위 1차 청문회[수화](※ 다시보기 불가) 편성 관계로 오전 5시 ~ 6시 앞당겨 새벽에 방송시간이 변경되었다.
- 2월 16일 : 고향이 보인다 10시 30분 ~ 11시 직후, 방송기자클럽 초청토론회 - 김진표 국회의장 [수화] (생중계) 오전 11시 ~ 낮 12시 중계방송 편성 관계로 이후 오후 4시 ~ 5시에 방송시간이 오후 4시 이후 시간대로 변경되었다.
- 3월 9일 : 새 남자MC 박상도 아나운서의 진행이 변경 및 여자MC 진행중인 이현경 아나운서의 진행을 유지하여, 2023 월드 베이스볼 클래식 조별리그 대한민국 : 호주(일본) (위성생중계) 중계방송 관계로 30분 앞당겨 오전 10시 ~ 11시에 방송시간이 변경되었다.
- 5월 18일 : 제43주년 5.18 민주화운동 기념식 [수화] (생중계) 중계방송 기념식 관계로 30분 늦춰 오전 11시 ~ 낮 12시에 방송시간이 변경되었다.
- 8월 11일 : 태풍 카눈 관련 SBS 뉴스특보 [수화] 편성 관계로 오전 10시 30분 이후에 방송시간이 변경되었다.
- 9월 29일 : 추석 한가위 연휴 기간 및 항저우 아시안 게임 중계 관계로 추석 한가위 당일 새벽 5시 ~ 6시에 변경되었다.

2024년
- 6월 6일 : 오전 9시 50분 ~ 11시에 중계방송 제69회 현충일 추념식 (생중계)(수화) 중계방송 관계로 다음 날인 6월 7일 오전 10시 30분 ~ 11시 30분에 방송시간이 변경되었다.
- 8월 15일 : 오전 9시 50분 ~ 11시에 중계방송 제79회 광복절 경축식 (생중계)(수화) 중계방송 관계로 다음 날인 8월 16일 오전 10시 30분 ~ 11시 30분에 방송시간이 변경되었다.
- 10월 3일 : 개천절 특집의 꼬리에 꼬리를 무는 그날 이야기 재방송 관계로 다음 날인 10월 4일 오전 10시 30분 ~ 11시 30분에 방송시간이 변경되었다.
- 11월 7일 : 오전 10시 ~ 낮 12시 10분에 윤석열 대통령 대국민 담화 및 기자회견 (생중계)(수화) 중계방송 관계로 오후 1시 ~ 2시에 방송시간이 변경되었다.
- 12월 5일 : SBS 뉴스특보 2024년 대한민국 비상계엄 (생중계) 중계방송 관계로 다음 날인 12월 6일 새벽 5시 ~ 아침 6시에 방송시간이 변경되었다.
- 12월 12일 : SBS 뉴스특보 2024년 대한민국 비상계엄 (생중계) 중계방송 관계로 12월 14일 새벽 5시 ~ 아침 6시에 방송시간이 변경되었다.

2025년
- 1월 30일 : 설날특집 방송 관계로 다음 날인 1월 31일 낮 12시 50분 ~ 2시에 방송시간이 변경되었다.
- 2월 6일 : SBS 뉴스특보 방송 관계로 다음 날인 2월 7일 오전 11시 ~ 낮 12시에 방송시간이 변경되었다.

## 경쟁 프로그램
- TV비평 시청자데스크 (KBS 1TV)
- 탐나는 TV (MBC TV)
- 열린비평 TV를 말하다 (TV조선)
- 시청자의회 (JTBC)
- 채널A시청자마당 (채널A)
- 열린TV 열린세상 (MBN)